# Liliochvostec
Liliochvostec (Eremurus) je rod hlíznatých rostlin s vysokými stvoly s hustým květenstvím. V současnosti přísluší do čeledi asfodelovité, kde je řazen do podčeledi asfodelové (Asphodeloideae). Ve starších verzích systému systém APG byla tato čeleď uváděna pod názvem žlutokapovité (Xanthorrhoeaceae).

## Rozšíření
Rod tvořený asi 45 až 50 druhy pochází ze Střední a Jihozápadní Asie kde roste od nížinatých stepí až po horské hřebeny do výšky převyšující 2000 m. Jednotlivé druhy jsou od počátku 19. století objevovány pro zahradnickou praxi a postupně pěstovány.

## Ekologie
Jsou to byliny vyžadující specifické podmínky. Přes jarní a letní období potřebují dostatek vláhy a hodně slunce, naopak po odkvětu vyžadují sucho. V zimě sníh a mráz nevadí, ale po vyrašení je případné jarní mrazíky mohou poškodit. Aby stvoly dorostly do patřičné výšky a měly hodně květů, musí mít rostliny hlubokou a propustnou půdu dostatečně zásobenou organickými i minerálními hnojivy.
Po odkvětu v druhé polovině léta nadzemní části uschnou a rostlina až do jara žije ze živin nastřádaných v hlíze. Zároveň se na hlíze začíná diferencovat pupen pro příští sezonu který na jaře vyraší a vyrostou z něj listy i květná lodyha.

## Popis
Liliochvostce jsou vytrvalé rostliny s jedním nebo více hrubými a pevnými stvoly, které mohou u některých druhů vyrůst i do výšky třech metrů. Stvoly nesou v horní části válcovité nebo kuželovité klasnaté květenství oboupohlavných květů rostoucích ve spirále. Vyrůstají z hlíz které mají tlusté, dužnaté, ale křehké kořeny hvězdicovitě rozprostřené do stran. Z hlíz také rostou trsy úzkých lineárních listů které jsou plně vztyčené nebo v horní části převislé, u některých druhů jsou až metr dlouhé.
Nálevkovité nebo kolovité květy rostou na stopkách z úžlabí listenů. Mají šest okvětních plátků, šest dlouhých tyčinek s prašníky, třídílný semeník s nitkovitou čnělkou a drobnou bliznu. Květy se nejčastěji otvírají postupně od spodu a kvetou jen krátce. Opylovány jsou hmyzem který sbírá pyl. Aby se zabránilo samoopylení, dozrává blizna až jsou prašníky téhož květu zaschlé a pak se opyluje pylem z nově rozvitého, výše umístěného květu. Plody jsou kulaté nebo elipsovité trojdílné tobolky, asi 8 až 10 mm velké, které obsahují nepravidelně hranatá a někdy okřídlená semena.

## Rozmnožování
Rostliny se mohou rozmnožovat rozdělením starších hlíz s více pupeny, oddělek bez pupenu je bezcenný. Nově získané rostliny jsou prvým rokem velmi náchylné na hnilobu, je vhodné je pěstovat v květináčích. Druhým způsobem množení je vysetí semen kterých rostlina vytvoří velké množství. Semena jsou nestejně dormantní a klíčí až příštím rokem, mladým semenáčkům neprospívá přesazovaní a začínají kvést nejdříve za čtyři roky.

## Využití
V domovině těchto rostlin bylo zvykem využít mladých stvolů jako lahůdkové zeleniny a z kořenů se dělalo lepidlo; v současnosti jsou již v tamní přírodě mnohé druhy chráněné.
Liliochvostec byl pro svůj vzhled šířen do mnoha oblasti mírného i subtropického pásu. Je považován za rostlinu která nachází uplatnění jako solitéra nebo společně s jinými trvalkami či letničkami. Protože trpí esteticky nepříjemnou vlastností, v době kvetení mu již od špiček usychají listy, je vhodné ho kombinovat s trvalkami které zasychající listy schovají. Poměrně brzy zatahuje a zůstávají po něm prázdná místa, vysazuje se proto často ve skupinách okrasných travin nebo keřů jež holá místa překryjí. Pokud tyto jeho drobné nedostatky nevadí, je v době kvetení výbornou solitérou i na volné travnaté ploše.
Odborné zahradnické závody původní druhy šlechtí na nové vzhlednější a trvanlivější variety a případně je kříží pro vznik hybridů s novými vlastnostmi. Rozšířilo se i používání částečně nakvetlých lodyh k řezu, ve váze vydrží postupně dokvétat i týden.

## Galerie

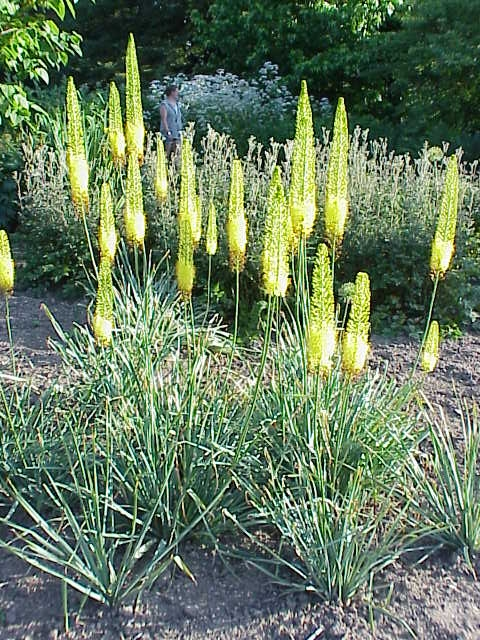
Liliochvostec úzkolistý
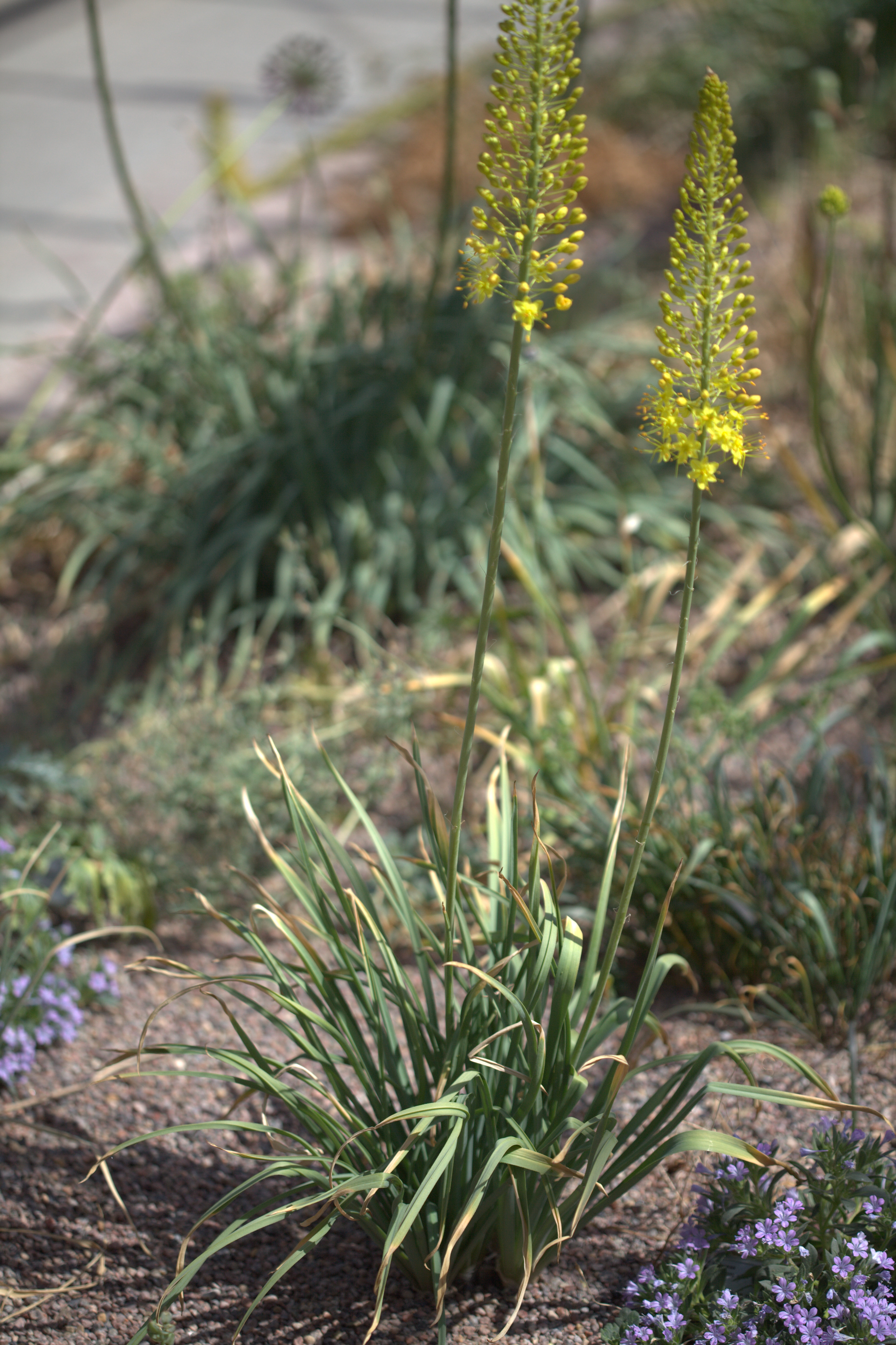
Eremurus x albocitrinus
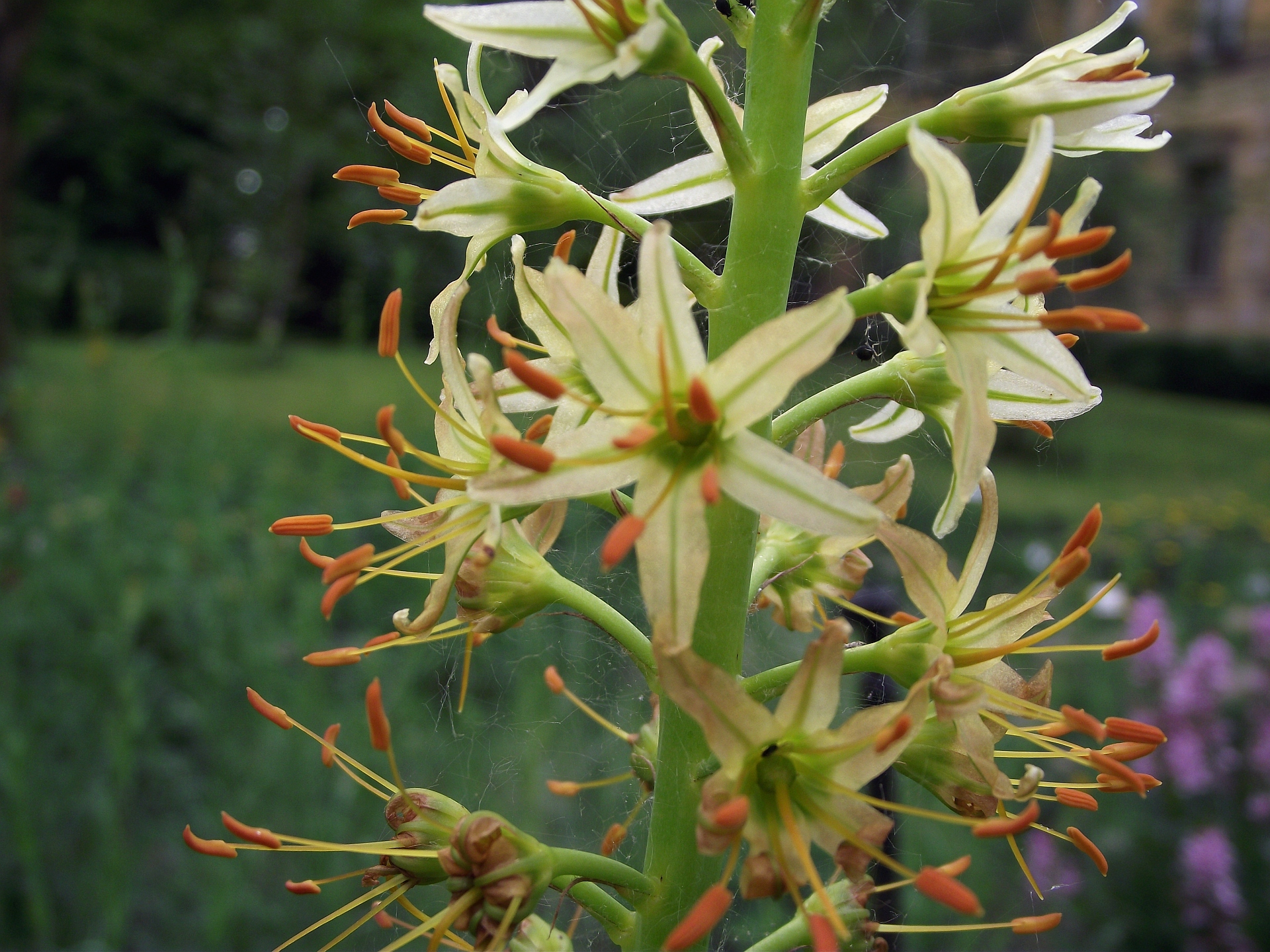
Eremurus thiodanthus
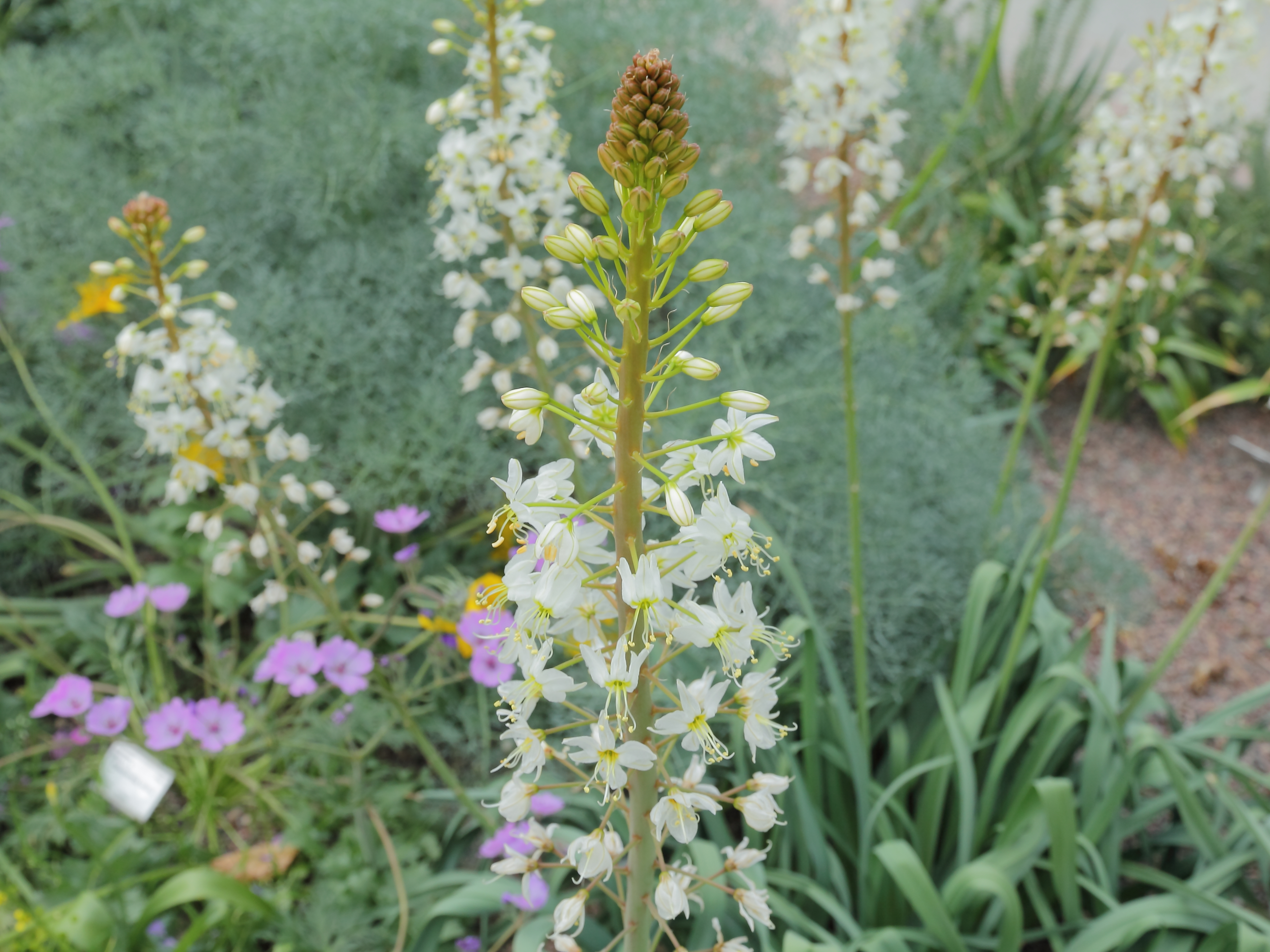
Eremurus lactiflorus